# Golden Prayers
Golden Prayers è un singolo del gruppo musicale norvegese Leprous, pubblicato il 1º giugno 2018 dalla Inside Out Music.

## Descrizione
Si tratta di un brano inedito nato durante le sessioni di registrazione del quinto album in studio Malina, uscito l'anno precedente, ma che secondo il gruppo «funzionava meglio come singolo stand-alone» piuttosto come parte integrante dell'album.
Il singolo è stato in seguito incluso come bonus track nella lista tracce del sesto album Pitfalls del 2019.

## Tracce
Testi di Tor Oddmund Suhrke, musiche di Einar Solberg.
1. Golden Prayers – 4:26

## Formazione
Gruppo
- Einar Solberg – voce, tastiera
- Tor Oddmund Suhrke – chitarra
- Robin Ognedal – chitarra
- Simen Børven – basso
- Baard Kolstad – batteria

Produzione
- David Castillo – produzione, registrazione
- Fredrik Klingwall – produzione tastiera
- Jens Bogren – missaggio
- Tony Lindgren – mastering
- Linus Corneliusson – montaggio